# Nationaal park Nuuksio
Nationaal park Nuuksio (Fins: Nuuksion kansallispuisto/ Zweeds: Noux nationalpark) is een nationaal park in Uusimaa in Finland. Het park werd opgericht in 1994 en is 53 vierkante kilometer groot. Het landschap bestaat uit bossen, rotsen en meren. In het park leeft onder andere gewone vliegende eekhoorn, nachtzwaluw en boomleeuwerik. 